# Gornja Trebinja
Gornja Trebinja is een plaats in de gemeente Karlovac in de Kroatische provincie Karlovac. De plaats telt 236 inwoners (2001).